# Spitze (Heraldik)

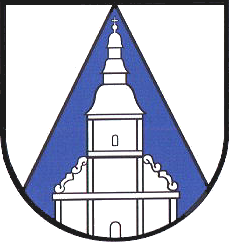
Blaue Spitze (Silberhausen)

Gespalten, achtmal blau/gold gestreift und nach oben zulaufend: Uetze

Wappen von Osoblaha (Hotzenplotz, CZ)

Die Spitze ist ein Heroldsbild in der Wappenkunde, der Heraldik.
Viele Namen werden bei der Beschreibung (Blasonierung) für diese Schildteilung verwendet. Keil oder Sporn beziehungsweise Pyramide oder Ecke bezeichnet die Spitze, auch Mantelzug (Mantelschnitt). Sie ist eine beliebte und verbreitete Teilungsart.
Die Spitze darf nicht mit der Spitzenteilung verwechselt werden. Hierbei handelt es sich um eine Form des Wappenschnittes mit mehreren kleinen Zacken, die auch unter Spitzenschnitt bekannt ist.

## Ausbildung und Varianten
Die Spitze dient zur Teilung des Wappenschildes in drei Felder. Das wird erreicht, indem von der Mitte des oberen Schildrandes nach rechts und links eine gerade Linie bis in den Bereich des unteren Wappenrands (etwa in der Gegend der Oberkante des Schildfußes) gezogen wird. Eine Fläche entsteht dadurch unterhalb der beiden Teilungslinien und je eine auf der rechten und linken Wappenseite. Dabei kann die Spitze – obschon „unten“ – als erstes blasoniert werden, hat also eine dominante Stellung.
Varianten:
- Die Spitze kann erhöht, erniedrigt oder nur als flach erscheinen: bei erniedrigt oder vermindert erreicht die Spitze der Spitze den oberen Schildrand nicht, bei erhöht liegen die Basispunkte höher als in der Normalform, flach ist speziell beides zusammen. Erniedrigt spricht man auch von Winkelschnitt, sonst gewinnt sie den Charakter einer Wappenfigur, die den Schild nicht teilt, sondern auf ihm liegt (eine typische Verwendung wäre die Darstellung eines Berges als grüne erniedrigte Spitze auf Blau).
  - Pyramide oder Ecke sind bevorzugt stumpf
  - Spitzen, die nur bis in die Schildmitte ragen, nennt man halbe Spitzen oder ebenfalls 'Keile', präziser Halbkeile – manche Autoren nennen so auch die längs gespaltene Hälfte einer Spitze, präziser etwa halbierte Spitze benannt.[1]
  - Winkelfuß nennt man den Schildfuß in Form einer sehr niedrigen Spitze
  - die unten mittig eingesetzte, oft eingebogene (eingeschweifte) Spitze nennt man speziell Einpfropfung, wenn sie den Rest des normalen Wappeninhaltes zur Seite schiebt, um einen weiteren Platz freizuräumen.
- Eine gedrehte Spitze wird nach der Lage des spitzen Winkels bezeichnet. Sie ist dann eine rechte (nach heraldisch rechts weisend, aber vom linken Schildrand ausgehend) oder linke Spitze bei einer 90-Grad-Drehung. Bei einer Drehung um 45 Grad nach rechts wird sie als schrägrechte (weist in das rechte Obereck) oder nach links als schräglinke Spitze beschrieben.
- Die gestürzte Form, also die Schildteilung „kopfgestellt“, ist auch eine Variante und wurde, in der eingebogen-gestürzten Form, früher als Taschenzug oder Beutelzug bezeichnet.
  - will man die Normalposition der Spitze explizit nennen, insbesondere als Figur, spricht man von steigender, auch wachsender Spitze über anderen Figuren oder dem Schildfuß ist möglich.
  - Schräggestürzt und schräglinks gestürzt kommen sie aus der vorderen respektive hinteren oberen Ecke.
- Keil ist bevorzugt eine längere, schlankere Form,[2] und in der Normalform abwärtsweisend, entspricht er hingegen der normalen Spitze, heißt er steigend.[1] Aufsteigend kann man auch die Spitze selbst bezeichnen, wenn Verwechslungsgefahr besteht (so würde man drei Spitzen aufsteigend bezeichnen, da sich im Eindruck auch gestürzte Spitzen ergeben, und dann nicht klar ist, was die Schildfarbe und was die des Heroldsbildes ist).
  - Sporn ist noch schmaler
  - Kommen schlanke Spitzen, also Keile, so aus den oberen Ecken, dass ihre Oberkante in die Ecke läuft, heißen sie rechter beziehungsweise linker Unterschoß. Dasselbe gestürzt (im üblichen Wappenschild gibt es unten keine Ecke) heißen sie rechter und linker Oberschoß[1]
- Die Gegenspitze ist eine vorne stehende und hinten eine gestürzte Spitze aneinander gestellt, so dass viel Plätze entstehen. Auch sie kann gestürzt sein, dann steht die stehende Spitze links (hinten). Liegt vorne eine halbe Spitze (Spitzenpunkt in der rechten oberen Schildecke) mit Gegenspitze (Mitte Schildfußrand) und eine weitere halbe Spitze mit Gegenspitze, spricht man von Spaltung mit zwei halbierten Spitzen. Mehrere Spitzen gegeneinandergestelltet werden schon als Spitzenschnitt angesehen.
- Die zwei Teilungslinien können gebogen sein. Dann ist es eine eingebogen (innen) oder ausgebogene (außen) Spitze. Die Wölbungsrichtung bestimmt die Bezeichnung.
  - ein geschwungener Doppelbogen ergibt den Kielbogen
- Mantelzug ist eine Benennung, die die heraldischen Teilung im Charakter eines Heroldbildes betont, und ist auch wörtlich zu nehmen, so etwa im Mantelwappen der Dominikaner

## Varianten

### Beispiele

Drei blaue Spitzen auf silbernem Grund, abgeleitet vom Wappen der Familie Marschalck von Bachtenbrock Kranenburg/Niedersachsen
Gespalten von Silber und Rot mit einer durchgehenden Spitze in verwechselten Farben Maßbach, Bayern
Erniedrigte, eingeschweifte Spitze (Eichelhardt DE)
Eingeschweifte, halbe Spitze (Rechtmehring DE)
Flache Spitze (mantelé, Friadus le Gai, FR)
Gespaltener Schild, eingeschweifte oder eingebogene Spitze (Steimel DE)
In Blau eine [wachsende] Spitze (von Rauten aus Hermelin und roten, silbern facettierten Rauten; Hofkirchen, AT)
Eingebogener Spitzenschnitt oder Mantelschnitt (Sykkylven NO)
Drei flache Spitzen (Oberirsen DE)
Rechte Spitze (Suomenniemi FI)
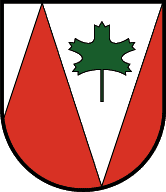
Mit Gegenspitze gespalten von Silber und Rot (Außervillgraten AT)
Halbe gestürzte Spitze (Keil, Klin PL)
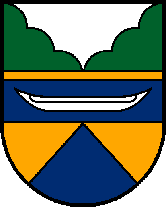
Oben eine dreibogige, gestürzte Spitze, unten eine [steigende] Spitze (redend; Tiefgraben, AT)

### Sonderformen
- Brustlatz (Kegel)
- Eckspitze
- Fränkischer Rechen
- Göpel
- Spickel (kleine Spitzen/Ständer, etwas größer als gezahnt)
- Ständerung
- Winkelflanke
- Winkelhaupt und Winkelschildfuß

## Eingeschobene Spitze

1867
1915
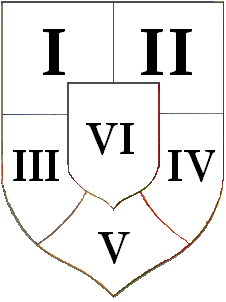
1867
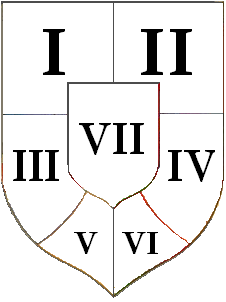
1915

Der Platz in der Spitze wird auch mit eingeschobene Spitze oder eingespitzt bezeichnet, wenn es sich um eine nachträgliche Einfügung handelt: Funktion dieser Spitze ist im Allgemeinen, in einem geteilten Schild einen weiteren Platz freizustellen, ohne einen der beiden ersten Plätze ungebührlich zu vermindern, oder in allen Schilden, einen kennzeichnenden Platz etwa für Nebenlinien eines Geschlechts zu schaffen. Im spanischen Schild (alter Form) und anderen selbst am Fuß spitzen Schildformen ergibt sich in der erniedrigten Spitze ein annähernd rautenförmiger, durchaus ehrenvoller Platz. Die Spitze kann auch andernorts eingeschoben werden, auch rechts oder links
- links ein heraldisches Muster einer eingeschobenen Spitze in einem komplexen Wappen
- dann Karl V.: Granada eingeschoben zwischen den Plätzen I (Kastilien und Aragon) und II (Kgr. beider Sizilien)
- rechts ein Beispiel für den Anlass einer Einspitzung: Hl. Königlich Ungarischer Schild, vorn Altungarn, hinten Neuungarn. 1915 wird aus politischen Gründen Kroatien (von rot und weiß geschacht) eingespitzt (hier im gemeinsamen Österreich-Ungarischen Wappen, das Spruchband betont die – schon kurz später gescheiterte – Intention).

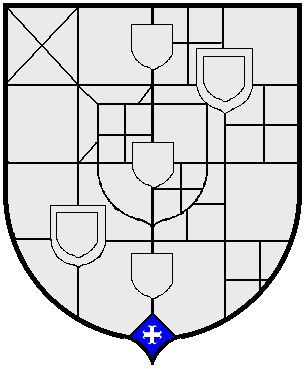
Heraldisches Muster
Karl V.
Ungarn 1867, dann …
… 1915 Kroatien eingespitzt

Die Einspitzung kann wie jeder Platz weiter von Schildteilungen gegliedert sein.
Beispiel: Der mittlere Ungarische Schild (Länder der Ungarischen Krone) derselben Zeit. In der Spitze Fiume, 1915 wird um der Kriegsverdienste Bosnien ein Ehrenplatz freigemacht:
- 1867
- 1915
- 1867
- 1915

rechts die korrekte Reihenfolge (Zählung) der Plätze des eigentlich gevierten Schilds, V bzw. V/VI eingespitzt, VI bzw. VII der Herzschild (obiger Schild, Kroatien auf II. Platz)